# Duvalius cailloli
Duvalius cailloli is een keversoort uit de familie van de loopkevers (Carabidae). De wetenschappelijke naam van de soort is voor het eerst geldig gepubliceerd in 1902 door Sainte-Claire Deville.